# Шалмазел
Шалмазел (фр. Chalmazel) насеље је и општина у источној Француској у региону Рона-Алпи, у департману Лоара која припада префектури Монбризон.
По подацима из 2011. године у општини је живело 407 становника, а густина насељености је износила 10,34 становника/km². Општина се простире на површини од 39,38 km². Налази се на средњој надморској висини од 860 метара (максималној 1.595 m, а минималној 740 m).

## Демографија
| 1962. | 1968. | 1975. | 1982. | 1990. | 1999. | 2011. |
| ----- | ----- | ----- | ----- | ----- | ----- | ----- |
| 767   | 813   | 743   | 670   | 597   | 485   | 407   |

График промене броја становника у току последњих година